# Det statliga seriestödet i Sverige
Seriestödet är en del av det statliga litteraturstödet i Sverige. Det statliga litteraturstödet fördelas av Statens kulturråd och delades år 2012 ut i nio kategorier, varav "Serier och grafiska romaner" är en. Varje kategori har en tillsatt arbetsgrupp med specialkompetens inom sitt område, som bedömer vilka verk som ska ges stöd. 

## Syfte och betydelse
Syftet med litteraturstödet är enligt Kulturrådet "att främja kvalitet och mångsidighet i bokutgivningen så att läsarna garanteras ett brett urval av god litteratur". Litteraturstödet kan sökas av förlag eller annan utgivare som är verksam i Sverige och har registrerat företag. Det är i huvudsak ett efterhandsstöd, vilket innebär att man söker stöd när boken/albumet kommit ut. 2012 fördelades 37 miljoner kronor till de olika litteraturkategorierna
Kriterierna för tecknade serier är (2012): "För att beviljas stöd krävs att boken är av god kvalitet såväl tekniskt som redaktionellt. Utgångspunkt för bedömning av bokens kvalitet är verkets intensitet, originalitet och komplexitet. För att främja mångsidighet tas särskild hänsyn till serier för barn, svenska originalserier och debutanter."
Joakim Pirinen har hävdat att det statliga seriestödet har varit avgörande för hans konstnärliga och kommersiella utveckling. Han sa i en intervju i Svenska Dagbladet 1992:
| ”                       | Det är otänkbart att Välkommen till sandlådan och Socker-Conny skulle kommit till utan Kulturrådet, det där att bra saker kommer fram ändå, oavsett ekonomiskt stöd, är inte sant annat än i teorin. Kommersiella serieförlag är för fega för att stödja och upptäcka nya saker. | „ |
| – Joakim Pirinen, 1992, | |   |

## Historik
Seriestödet kom till 1975, efter påtryckningar från bland annat Seriefrämjandet. Åren 1982–1998 fördelades stödet av en särskild arbetsgrupp. Fram till 1982 och efter 1998 har stödet fördelats av andra eller kombinerade arbetsgrupper. De totalt nio stödkategorierna (år 2012) delades ut av fem arbetsgrupper, så tecknade serier är inte den enda litteraturtypen som fått dela arbetsgrupp med andra.
I början av 00-talet hette gruppen som fördelade seriestödet "Statens Kulturråds arbetsgrupp för barnböcker och tecknade serier" och i mitten av årtiondet "Statens Kulturråds Arbetsgrupp för stöd till barn- och ungdomslitteratur". Därefter har namnet varit "Kulturrådets arbetsgrupp för bildverk och tecknade serier" följt av "Arbetsgruppen för bildverk för vuxna samt serier".